# Джахан Шах
Шахзаде Султан Худжаиста Ахтар-мирза, носивший мансаб Джахан Шах Бахадур (4 октября 1673 — 30 марта 1712) — могольский принц из династии Бабуридов, четвертый сын могольского падишаха Бахадур Шаха I и внук могольского падишаха Аурангзеба.

## Биография
Родился 4 октября 1673 года. Четвертый сын принца Муаззама (1643—1712), будущего императора Великих Моголов Бахадур-Шаха I (1707—1712).
В 1707—1712 годах Джахан Шах был наместником (навваб субадаром) Малвы.
В феврале 1712 года после смерти своего отца Бахадур Шаха Джахан Шах начал междоусобную борьбу со своими братьями за императорский престол. Вначале Джахан Шах объединился с братьями Джахандаром и Рафи аш-Шаном против четвертого брата Азим-уша-Шана.
В марте 1712 года объединенное войско трех братьев разгромило войско Азим-уш-Шаха, который погиб. Однако вскоре братья поссорились.
30 марта 1712 года Джахан Шах был убит вместе с сыном по приказу своего старшего брата Джахандара, захватившего императорский престол. Вместе с Джахан Шахом погиб его старший сын, принц Фахрунда Ахтар.
Его второй сын Мухаммад Шах впоследствии занимал императорский престол Великих Моголов в 1719—1748 годах.

## Семья
Джахан Шах был трижды женат. Одной из его жен была Закият-ун-Нисса Бегум, дочь принца Мухаммада Акбара и внучка императора Аурангзеба. Он женился на ней в Агре в 1695 году, в то же время его брат, шахзаде Рафи уш-Шан, женился на её сестре Разият-ун-Ниссе Бегум. Другой женой принца стала Фахр-ун-Нисса Бегум, мать императора Мухаммада Шаха. Она скончалась 16 мая 1733 года в возрасте около 60 лет. Третьей женой принца была Нек Мунзир Бегум, которая умерла в Дели 27 апреля 1744 года.
У Джахан Шаха было четверо сыновей:
- Шахзаде Фахрунда Ахтар Мирза Бахадур (? — 30 марта 1712), убит вместе с отцом
- Шахзаде Рошан Ахтар Мирза Бахадур (1702—1748), будущий падишах Великих Моголов Мухаммад Шах
- Шахзаде Буланд Ахтар Мирза Бахадур (? — 1732)
- Шахзаде Мубарак Ахтар Мирза Бахадур.